# 2018 CC
2018 CC est un astéroïde géocroiseur de type Apollon, découvert le 4 février 2018, deux jours avant son approche de la Lune.
2018 CC a une distance minimale d'intersection de l'orbite terrestre de 29 900 kilomètres[réf. nécessaire].

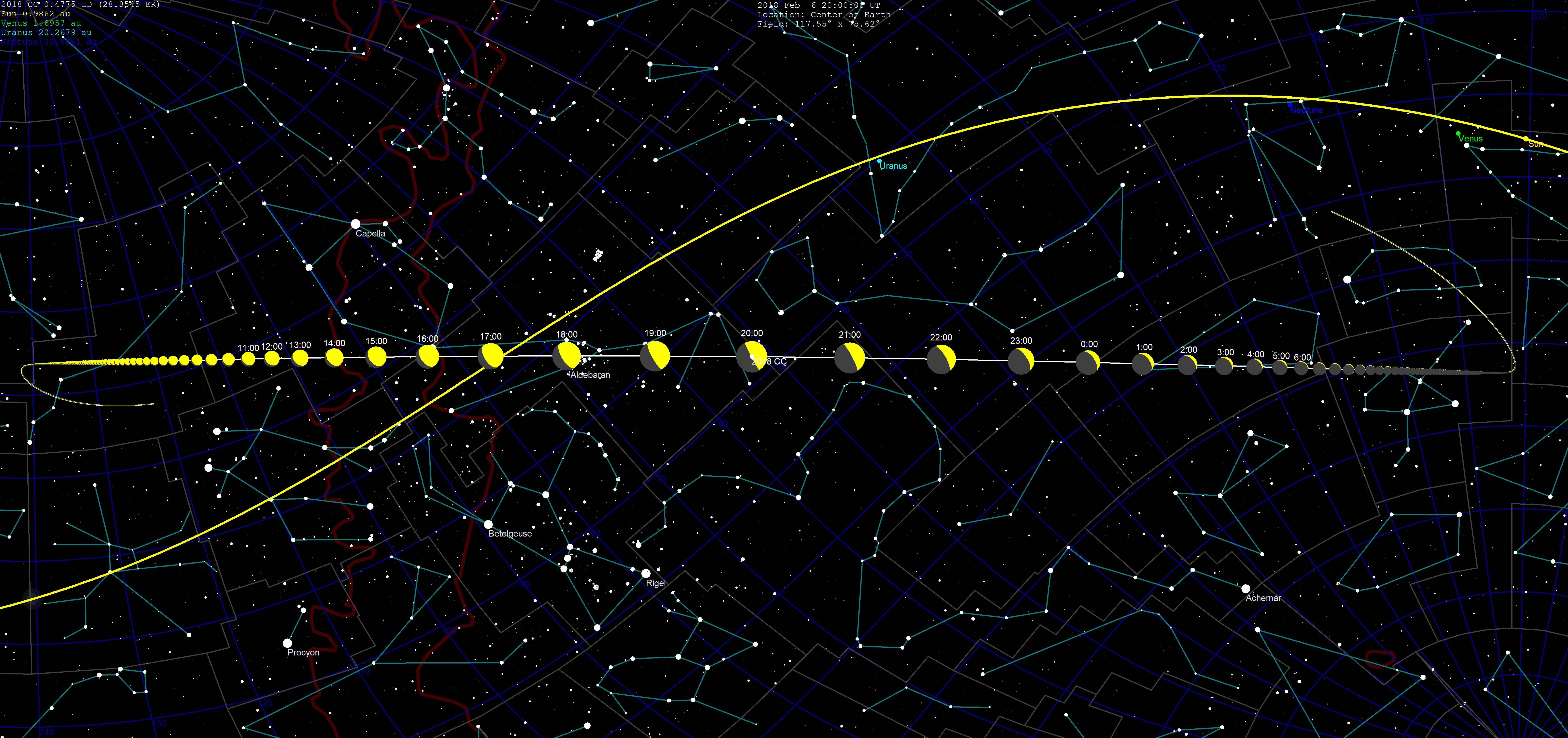
Relevé horaire de 2018 CC lors de son approche.
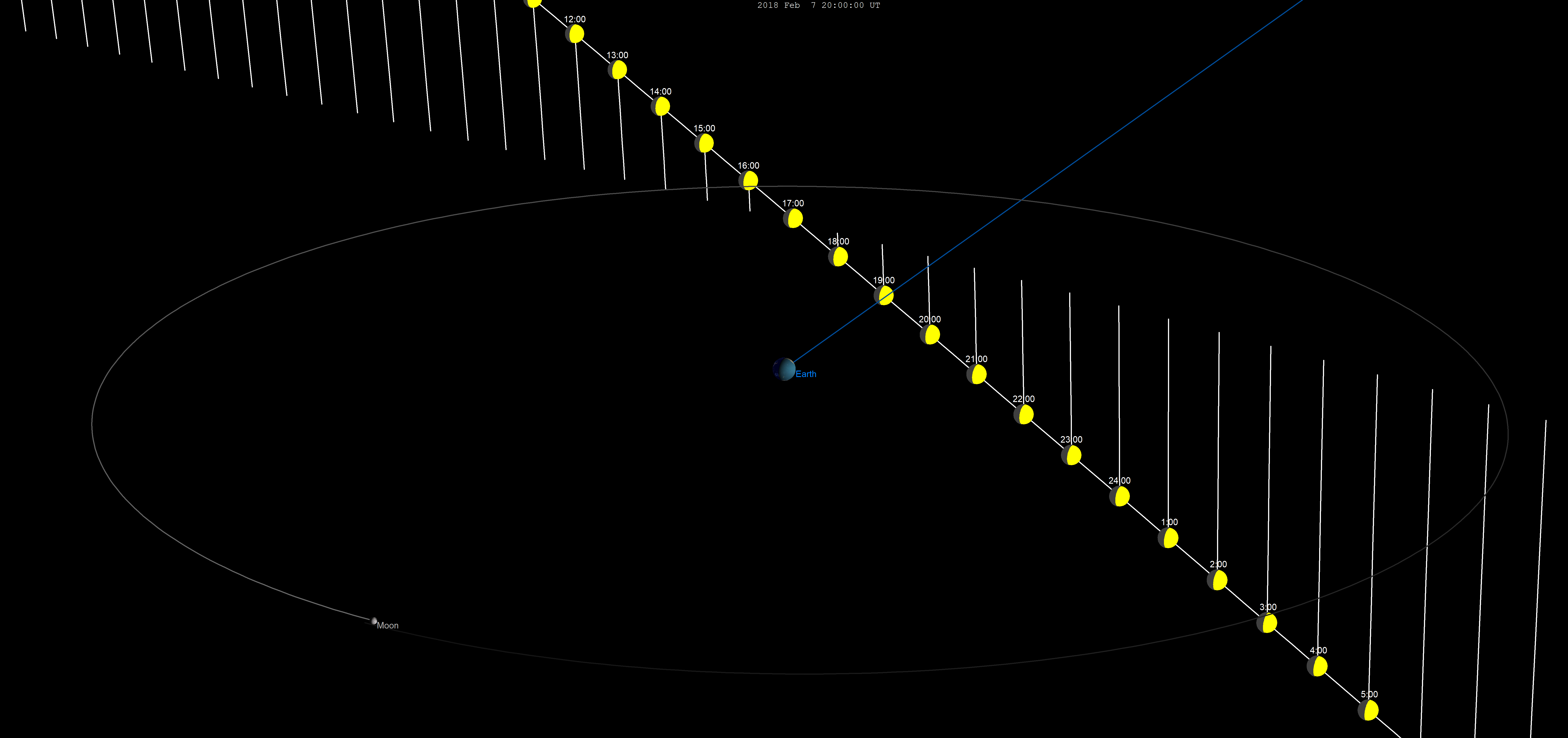
Vue du système Lune-Terre avec l'approche de l'astéroïde.